# Automatic/time will tell
「Automatic/time will tell」（オートマチック／タイム・ウィル・テル）は、1998年（平成10年）12月9日に発売された宇多田ヒカルのデビューシングルである。

## 解説
- 「time will tell」は幼少時に通ったN.Yの質屋の名前。
- Utada名義での2ndアルバム『This Is The One』には「Automatic Part II」が収録されている。

### 装丁
- 台湾盤8cmシングルは、日本盤ジャケットとは異なる。
- 12cmシングルには初回仕様が存在し、メタリックな紙質のジャケットとなっている。

### PV
- 「Automatic」「time will tell」ともにPVが制作されている。これはどちらをデビュー曲にしてプッシュするか迷ったからであると後に明かしている。
- 「Automatic」のPVは2パターン制作された。一般販売されているビデオ/DVD収録版以外に、業界向け音楽放送用の別編集版がある。こちらは、中腰姿勢で歌うシーンはカットされ、また「time will tell」のPV映像が流用されている。これは、一般消費者向けのパッケージ化はされておらず、CS放送などの有料チャンネルで使用された。また、音楽番組で「Automatic」を紹介する際に稀に使用されることがある。

## セールスとランキング
- 累計出荷枚数は255万枚[4]。オリコンでは8cm盤と12cm盤別々に集計されていたが、合算すると売上枚数206.3万枚[5]。1999年の年間シングルチャートでは「だんご3兄弟」に次いで実質2位にあたる。
- 2007年12月7日から12月10日までの4日間、デビュー10周年で「Automatic」の着うた無料ダウンロードを実施、約50万件のダウンロード数を記録した。
- オリコンでは2001年5月以降、シングルの8cm盤と12cm盤を合算して集計するようになったが、本作は8cm盤と12cm盤の売上を合算して考えると、1998年12月21日付のオリコンシングルチャートで山崎まさよしの「僕はここにいる」を上回り初登場4位を記録することになる。同様に、1999年2月8日付のオリコンシングルチャートでthe brilliant greenの「そのスピードで」を上回り（1週だけではあるが）1位を記録することになる。
- オリコンの公式記録では1位未獲得曲で（上記の合算1位という参考記録はあるものの）歴代1位の売上となっている。
- 特信チャート（レコード特信出版社）では12cm盤が最高1位を記録しており、同じ週に8cm盤が7位を記録している[6]。プラネットシングルチャートでも12cm盤が最高1位を記録している[7]。
- 「Automatic」はオリコンカラオケチャートで13週連続1位を記録した。
- 『COUNT DOWN TV』の1999年年間TOP100では、オリコン年間1位の「だんご3兄弟」を上回り、1位となっている[8]。
- 2000年（1999年度）のJASRAC賞では「Automatic」が金賞、「time will tell」が銀賞を受賞している[9]。
- 時代を超えたロングセラーであり、シングルでの初出から約26年後の2024年10月度日本レコード協会リリースにおいて、ストリーミングでのプラチナ（1億回再生）が認定された。[10]

## 逸話
- 2006年、宇多田がフジテレビ系音楽番組『HEY!HEY!HEY!』に出演した際、ゆかりゲストとして登場した歌手のさだまさしが、当時この曲を収録したアルバム『First Love』を自分の足で買いにいったというエピソードとともに、初めて「Automatic」を聴いたときの感想を、『サビの「It's Automatic」が「いつお泊まり?」に聞こえ、「なんて生意気な15歳だ、親の顔が見てみたい」と思ったら、聞けば藤圭子の娘じゃないかと驚いた』と冗談まじりに話した。

## 収録曲
全作詞・作曲: 宇多田ヒカル

### 8cmシングル
1. Automatic (5:14)
編曲：西平彰、Rhythm track Arrangement：Taka & Speedy、Additional Arrangement：河野圭
フジテレビ系『笑う犬の生活-YARANEVA!!-』・『笑う犬2008秋』エンディングテーマ
FM802・スペースシャワーTV: 1998年12月の邦楽（J-POP）ヘヴィー・ローテーション
2. time will tell (5:29)
編曲：森俊之、磯村淳
フジテレビ系『ごきげんよう』エンディングテーマ
3. Automatic (Original Karaoke) (5:12)

### 12cmマキシシングル
1. Automatic (5:15)
2. time will tell (5:30)
3. time will tell -DUB MIX- (5:36)
remixed by GOH HOTODA

### 12インチアナログ盤
| #  | タイトル      | 作詞 | 作曲・編曲 |
| -- | ------------- | ---- | ---------- |
| 1. | 「Automatic」 |      |            |

| #  | タイトル                     | 作詞 | 作曲・編曲 |
| -- | ---------------------------- | ---- | ---------- |
| 1. | 「time will tell」           |      |            |
| 2. | 「time will tell -DUB MIX-」 |      |            |

※8cmシングルと12cmシングル（アナログ盤は12cm盤と同じ）とでは収録曲が若干異なる。

## Automatic (2024 Mix)
『Automatic (2024 Mix)』(オートマチック (2024ミックス))は、宇多田ヒカルの配信限定シングル

### 概要
シングルとしては、『何色でもない花』から僅か1ヶ月での発売となり、本作はサプライズ配信としてのリリースとなった。
本作はベスト・アルバム『SCIENCE FICTION』からの先行配信となっており、デビュー・シングル『Automatic』を新たにミックスしたものとなっており、グラミー賞受賞実績を持つエンジニア・スティーヴ・フィッツモーリスが手掛けている。
なお、本作の発売に伴い、「Automatic」の4KデジタルリマスターバージョンのMVも公開された。

### 収録曲
1. Automatic (2024 Mix)
作詞・作曲：宇多田ヒカル

## 収録アルバム
Automatic
- 『First Love』
- 『Utada Hikaru SINGLE COLLECTION VOL.1』
- 『SCIENCE FICTION』※2024 Mixとして収録

time will tell
- 『First Love』
- 『Utada Hikaru SINGLE COLLECTION VOL.1』

## カバー
Automatic
- スライ&ロビー - J-POPを英語にてカバーしたアルバム『Jパラダイス』（2009年）に収録。
- 岡村靖幸 - 宇多田ヒカル"ソングカバー・アルバム"（トリビュート・アルバム）『宇多田ヒカルのうた -13組の音楽家による13の解釈について-』（2014年）に収録。
- ダーティ・ループス - アルバム『Loopified』（邦題『ダーティ・ループス』）の日本盤・英国盤（2014年）に収録。歌詞はスライ&ロビーのアルバムのものを使用。
- 森恵 - アルバム『COVERS2 Grace of The Guitar+』（2020年）に収録。
- 森内寛樹 - カバーアルバム『Sing;est』（2021年）に収録。
- 東山紀之 -  DVD 『SHONENTAI SELECTSONGS』に収録

time will tell
- tofubeats - BONNIE PINKをボーカルに「time will tell」をカバー。宇多田ヒカル"ソングカバー・アルバム"（トリビュート・アルバム）『宇多田ヒカルのうた -13組の音楽家による13の解釈について-』（2014年）に収録。
- 竹渕慶 - カバーアルバム『この歌をあなたに』（2025年4月30日発売）に収録[12][13]。